# Querenhorst
Querenhorst är en kommun och ort i Landkreis Helmstedt i förbundslandet Niedersachsen i Tyskland.
Kommunen ingår i kommunalförbundet Samtgemeinde Grasleben tillsammans med ytterligare tre kommuner.